# Orto botanico di Roma
L'Orto botanico di Roma è situato alle pendici del Gianicolo, nell'antico parco di villa Corsini, un tempo residenza di Cristina di Svezia. La struttura dipende dal Dipartimento di Biologia Ambientale dell'Università di Roma "La Sapienza".

## Storia
L'antenato dell'attuale Orto botanico di Roma è il Simpliciarius Pontificius Vaticanus (cioè il giardino dei semplici dove si coltivavano piante medicinali e utili, presenza costante nei monasteri), menzionato sotto il pontificato di Bonifacio VIII.

Poco più avanti, alla fine del XIII secolo, un'iscrizione oggi in Campidoglio menziona un Pomerius voluto dal papa Nicola III sul Colle Vaticano: si trattava tuttavia ancora di un terreno agricolo - vigna, frutteto, erba medica - sul sito oggi occupato dai Giardini e da altri palazzi vaticani, destinato a coltivazioni di servizio alla corte papale.
Il primo vero orto botanico di Roma fu voluto nel XVI secolo da Alessandro VI, e successivamente ricostruito da Pio IV, che lo dotò anche di un guardiano (che faceva anche da guida). Pio V ingrandì il giardino affidandolo al botanico Michele Mercati.
Dopo un periodo di abbandono, Alessandro VII ne fece uno dei principali giardini botanici d'Europa, utilizzandovi l'acqua dell'acquedotto che Paolo V aveva condotto da Bracciano al Gianicolo, ripristinando l'antico acquedotto di Traiano.
Benché la prima cattedra universitaria di botanica fosse stata istituita a Roma nel 1513 e studenti e insegnanti potessero fruire per le loro osservazioni del giardino botanico del Vaticano, questo rimaneva tuttavia privatissimo.
Il direttore di questo giardino vaticano dal 1601 al 1629, Giovanni Faber, «fu il primo a chiamare la sua materia Botanica ».

Il primo terreno destinato a questo uso (denominato ancora, all'epoca, "giardino dei semplici") fu donato all'Università da papa Alessandro VII Chigi nel 1660, appunto sotto al Fontanone, sottraendolo al pomario del convento di San Pietro in Montorio.
Con l'unità d'Italia, nel 1883, l'Orto botanico approda alla sua odierna dimensione, quando lo Stato acquisisce la proprietà del giardino di Villa Corsini.
Il primo direttore fu Pietro Romualdo Pirotta, professore di botanica all'Università di Roma dal 1883, socio dell'Accademia nazionale delle scienze dal 1910, componente fra l'altro, dal 1913, della prima commissione ministeriale per la creazione del Parco nazionale d'Abruzzo, fondatore nel 1924 degli Annali di Botanica.

### Direttori degli Orti botanici papali
- Michele Mercati (1566-1593)
- Andrea Cesalpino (probabilmente; 1593-1600)
- Giovanni Faber (1600-1629)

## Organizzazione attuale e specie presenti
L'Orto botanico di Roma ha attualmente un'estensione di 12 ettari, in posizione riparata sul pendio del Gianicolo volto a nordest e assolata nella parte pianeggiante. L'irrigazione e alcuni ruscelli dotati di colture acquatiche sono alimentati dal soprastante acquedotto dell'Acqua Paola.
L'Orto (citiamo dal sito) ha funzioni didattiche, di educazione ambientale e di ricerca scientifica. Esso è sede di mostre, corsi, conferenze e simposi ed ha annualmente quasi centomila visitatori. L'attività per le scuole è molto intensa con circa 250 visite guidate. L'Orto inoltre è sede di ricerche altamente specializzate sull'ecologia dell'ambiente urbano.
Il giardino ospita attualmente oltre 3000 specie vegetali. Si danno qui solo alcuni cenni sull'organizzazione di massima delle zone espositive.
Nella parte inferiore si incontrano:
- orto dei semplici e giardino degli aromi;
- palme;
- piante acquatiche;
- serre e collezioni di piante succulente;
- boschetti di bambu, valletta delle felci.

Nella parte superiore della collina è stata conservata la struttura arborea originale, lasciata a bosco mediterraneo di sempreverdi. La zona è detta Bosco romano, e dalle radure tra gli esemplari secolari di lecci e platani (accreditati di 350 - 400 anni di età) si godono splendidi scorci panoramici della città.
Dell'arredamento settecentesco del giardino si conservano in questa zona la scalinata del Fuga e il nicchione addossato alla sommità della collina.

Al di sotto, in direzione del palazzo, è stata installata la collezione di conifere; si incontrano anche, in questa zona, una Araucaria australiana con le sue "cugine" Wollemia e Agathis, una sequoia gigante americana oltre che almeno 4 sequoie sempreverdi (l'altra specie di sequoia esistente), una metasequoia cinese, anche detta Abete d'acqua e alcuni Taxodium distichum, mucronatum e messicani.
Nella parte superiore sono installati anche:
- il roseto
- il giardino giapponese, progettato dall'architetto Ken Nakajima, creatore anche del giardino dell'Istituto Giapponese di Cultura in Roma.

## Galleria d'immagini

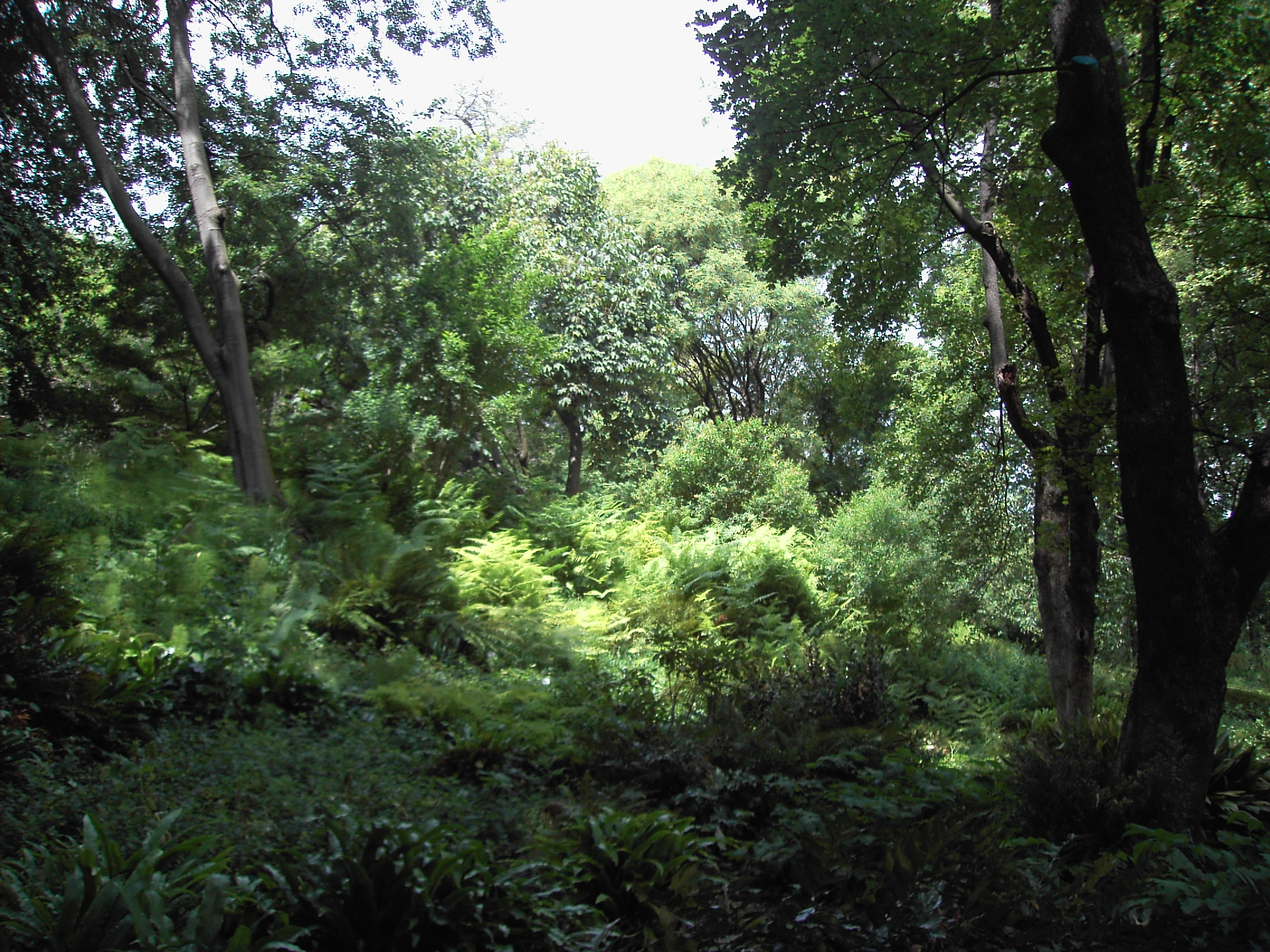
La valletta delle felci
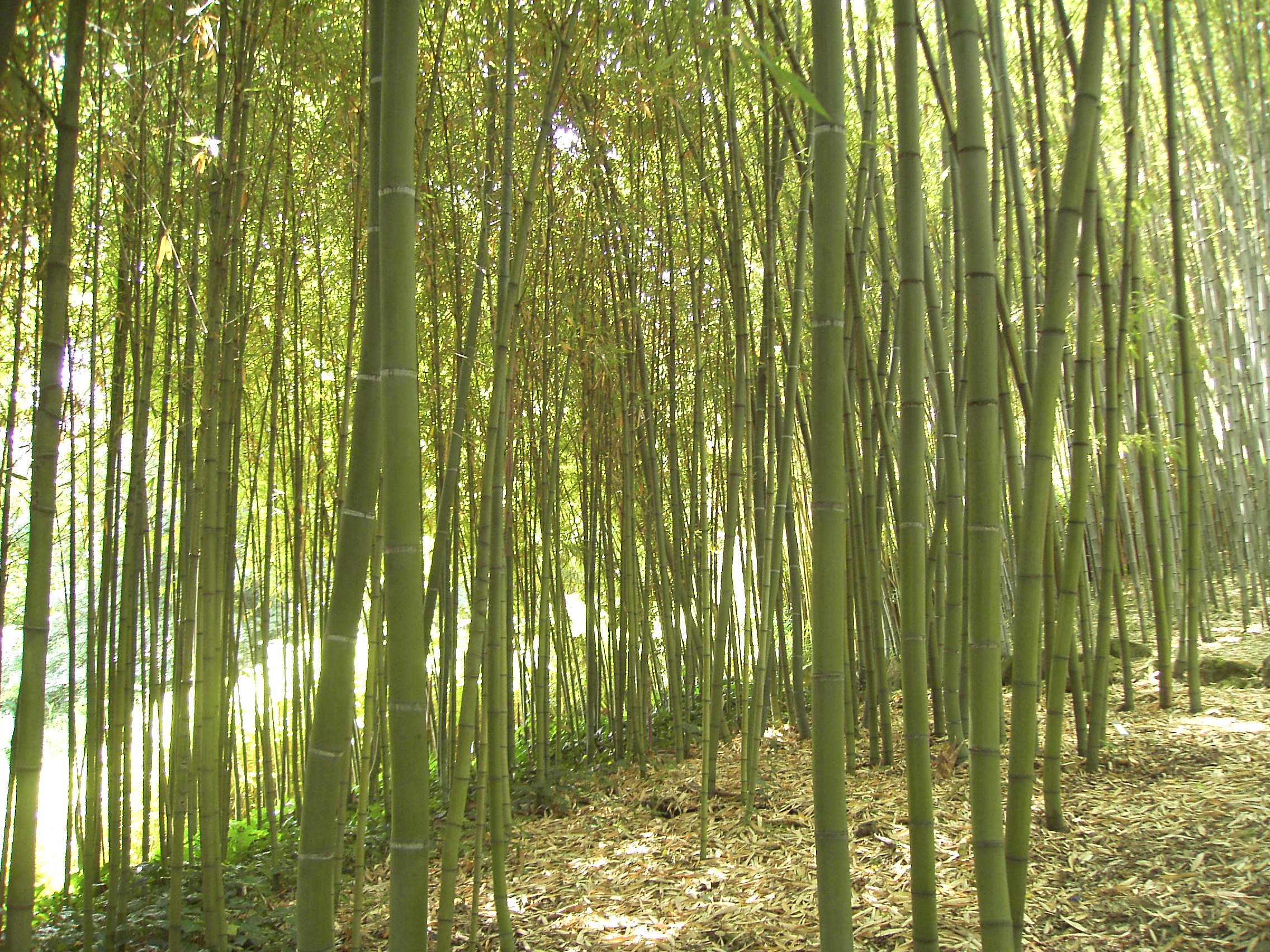
I bambù
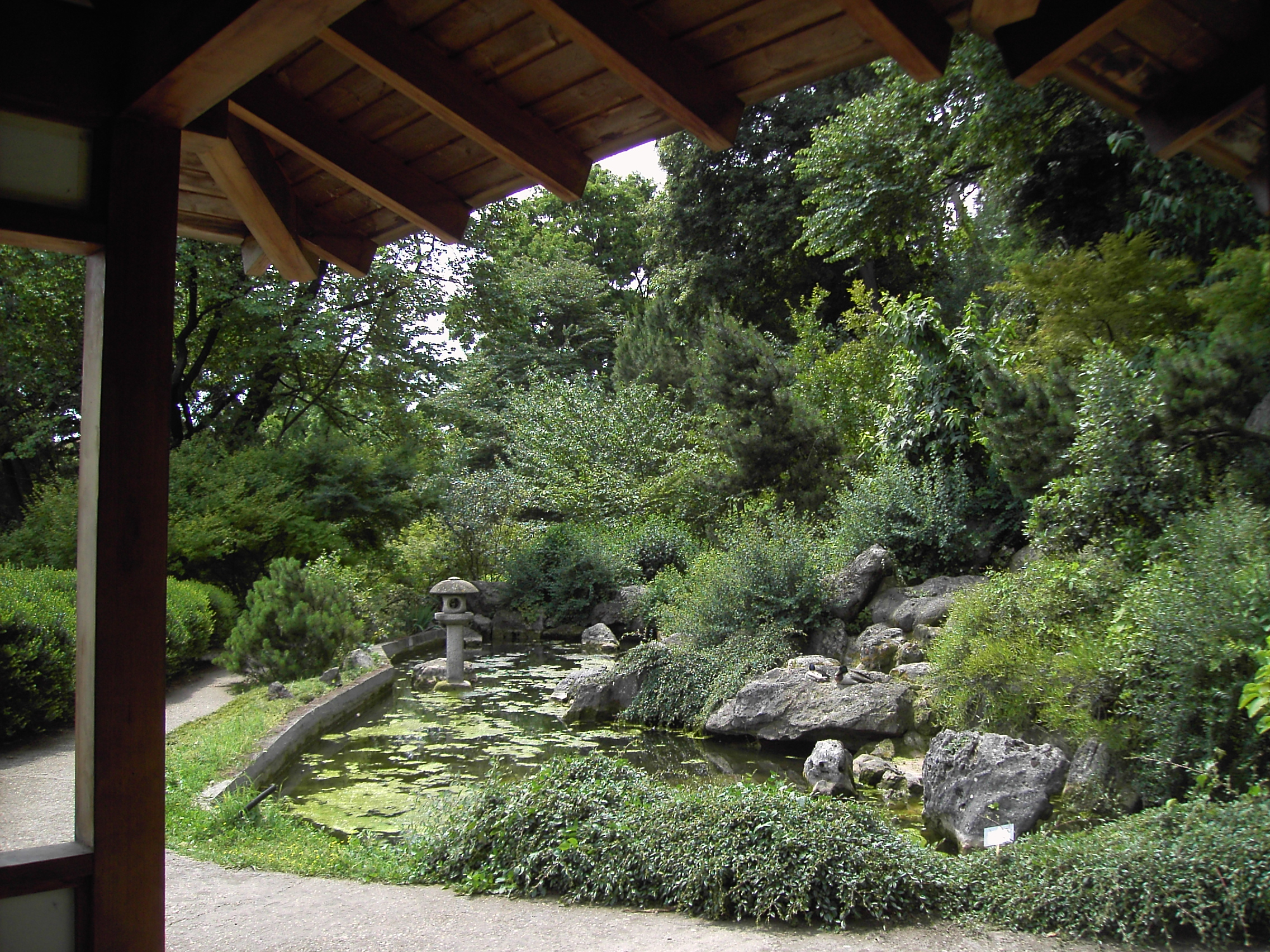
Il giardino giapponese
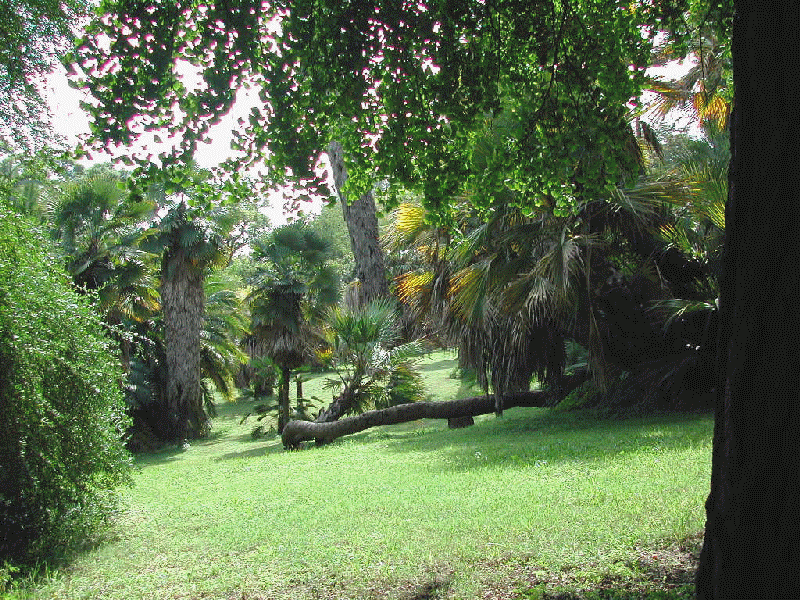
Nannorrhops ritchiana Aitchis, detta "il dinosauro"
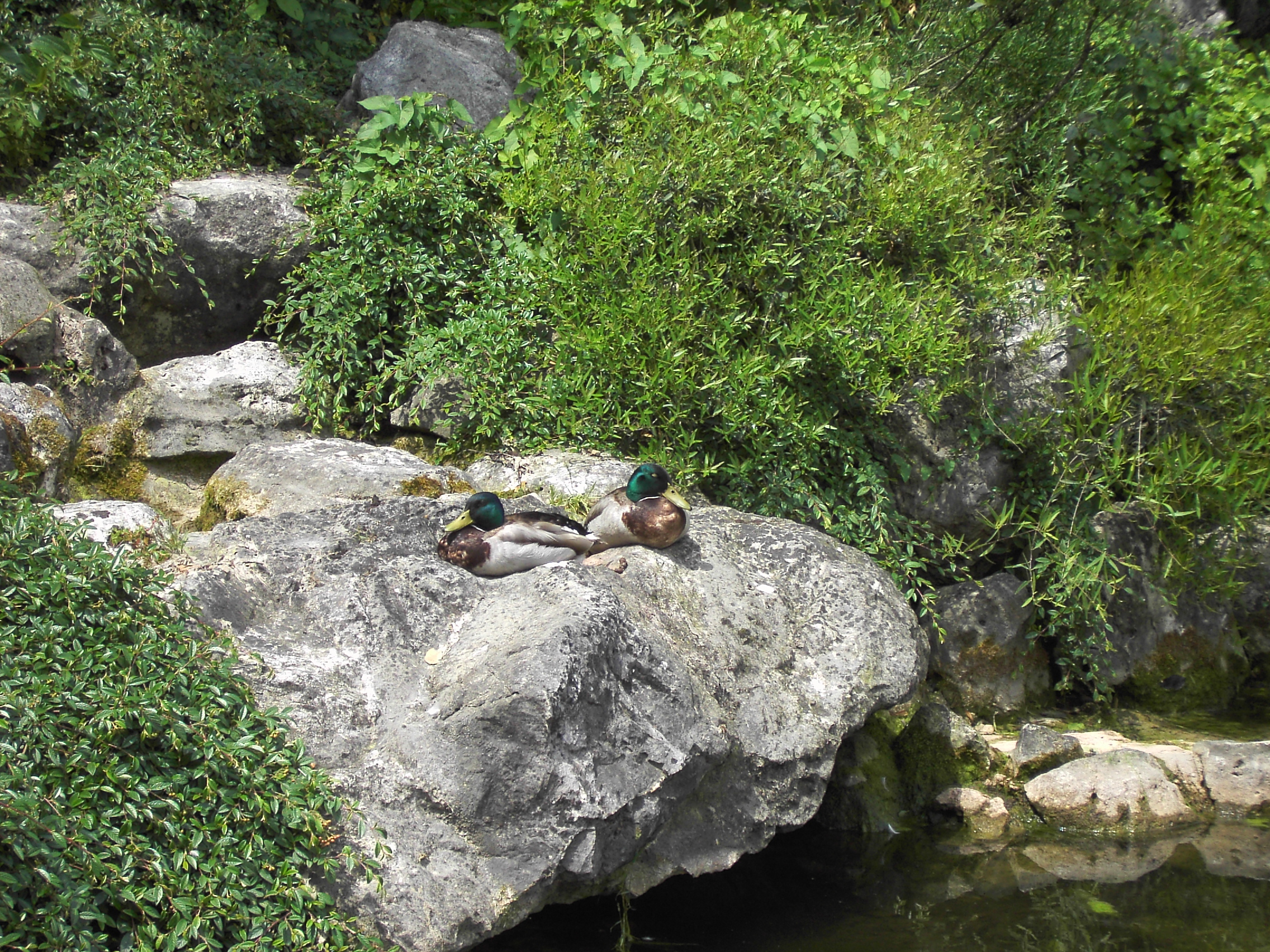
Le anatre del giardino giapponese
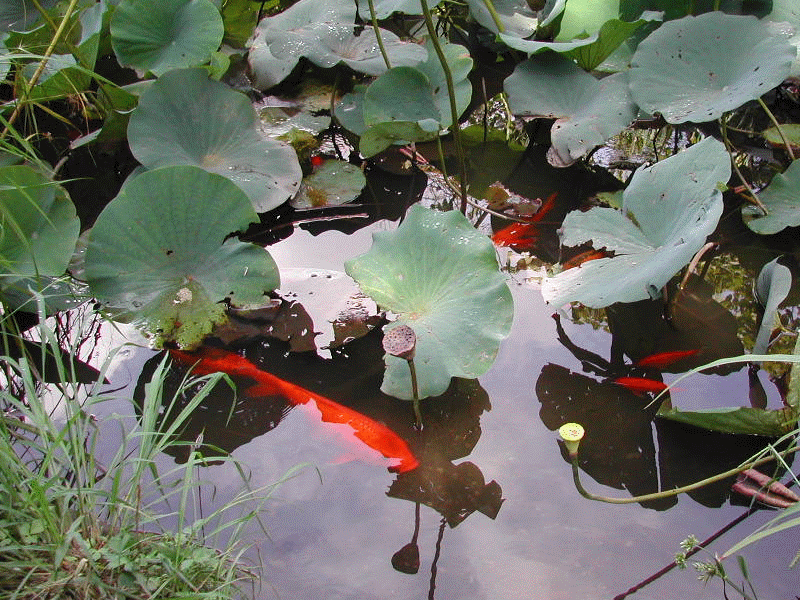
Ninfee e pesci rossi
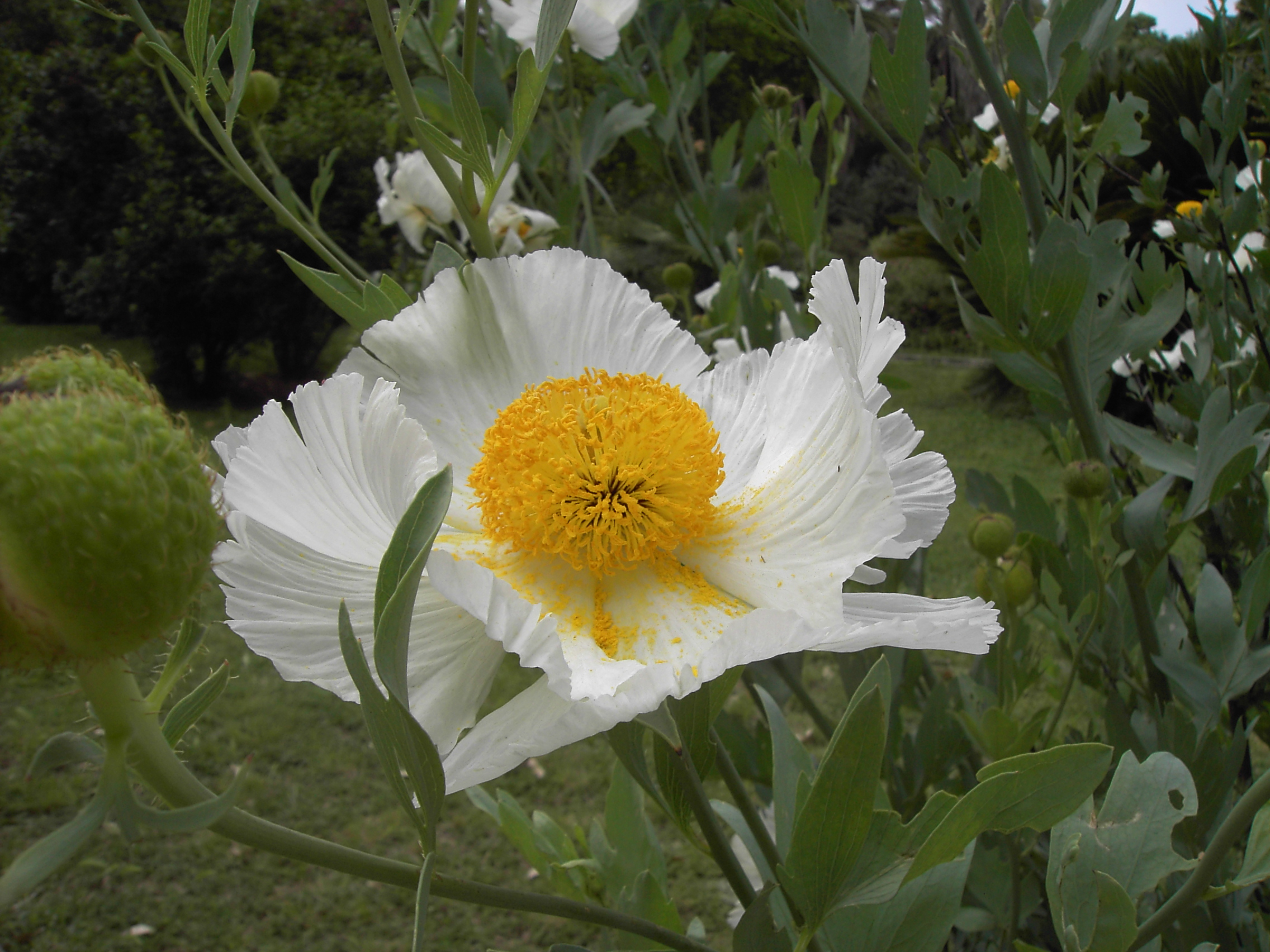
Fiore di Romneya coulteri (Papaveraceae)
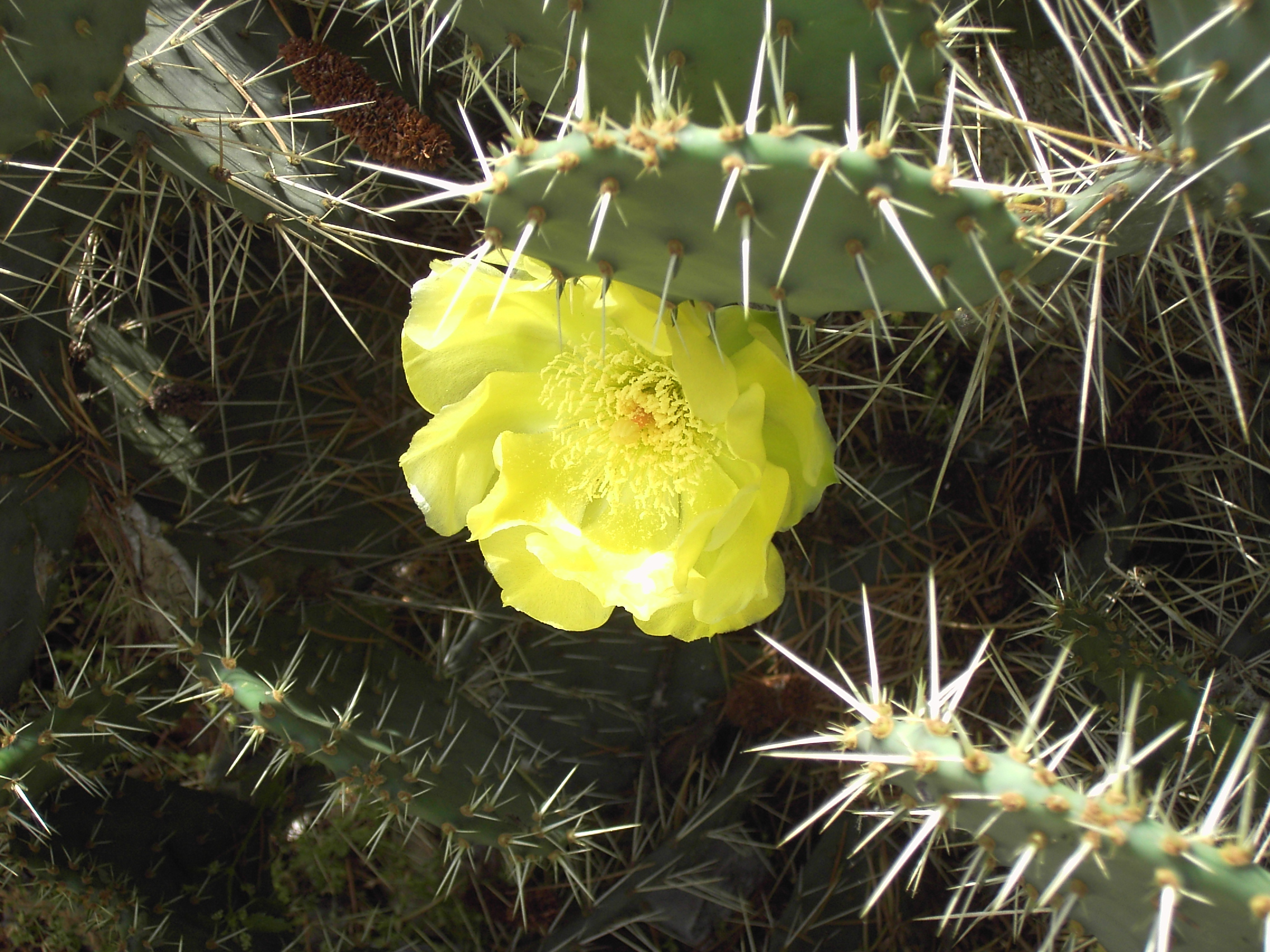
Opuntia (fico d'India) in fiore
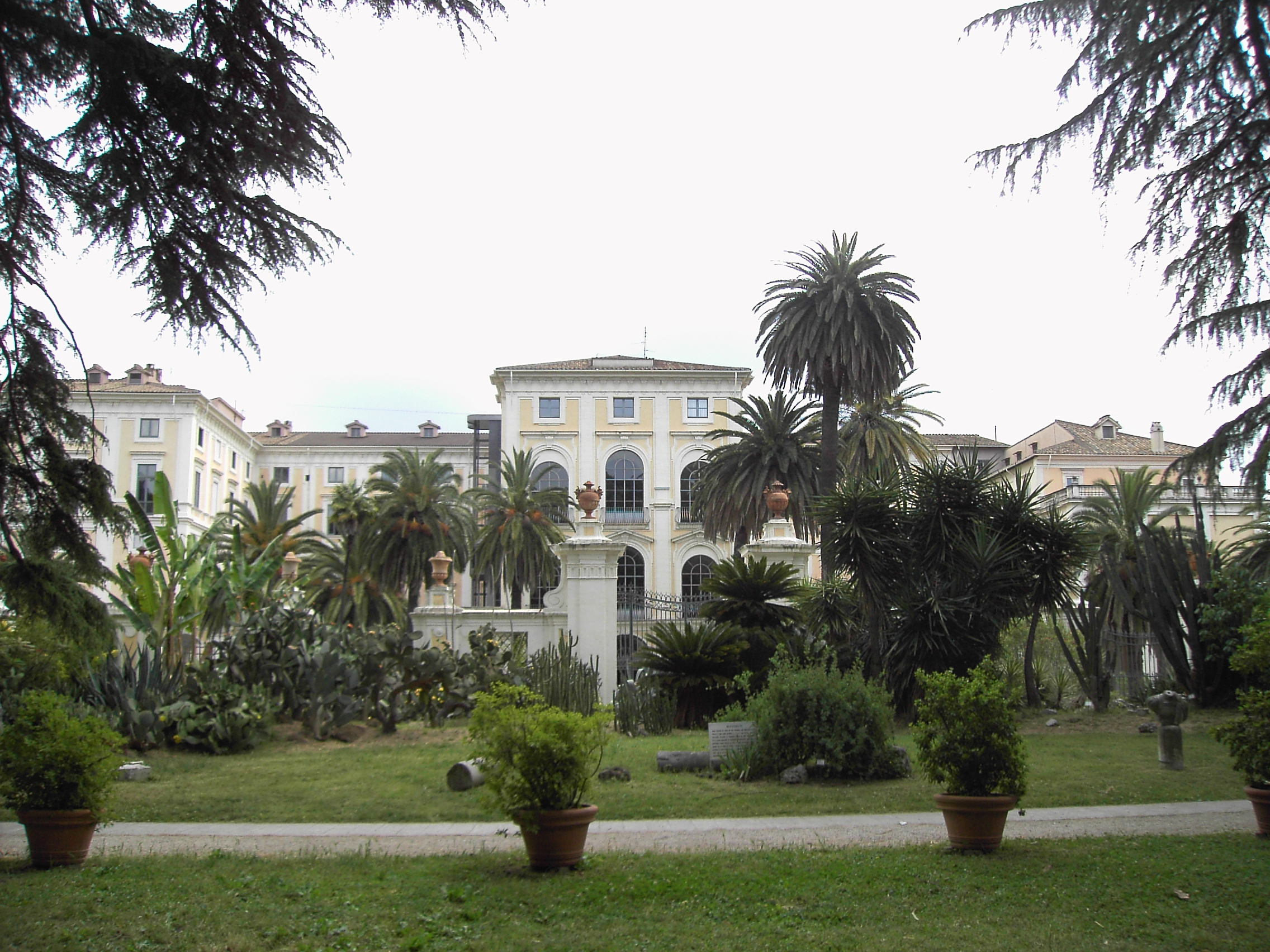
Verso il Tevere: facciata di Villa Corsini dal parco
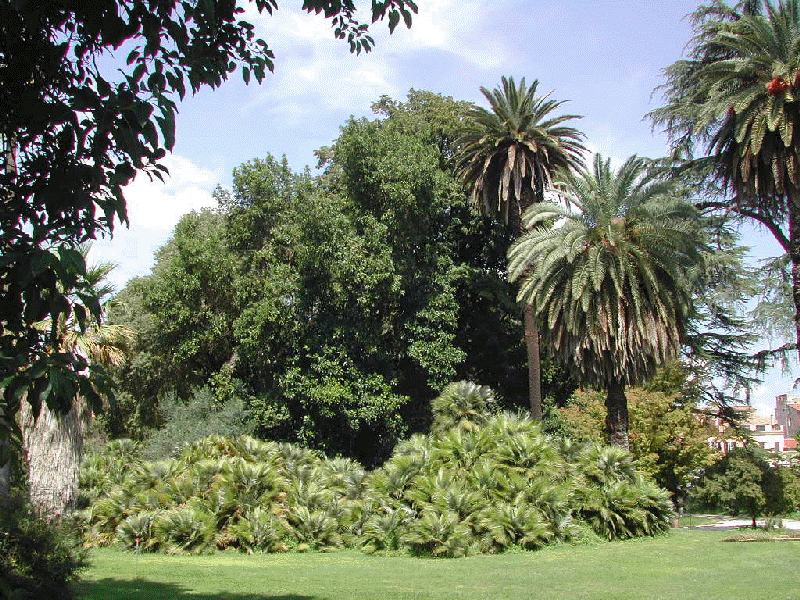
Palme nell'aiuola centrale
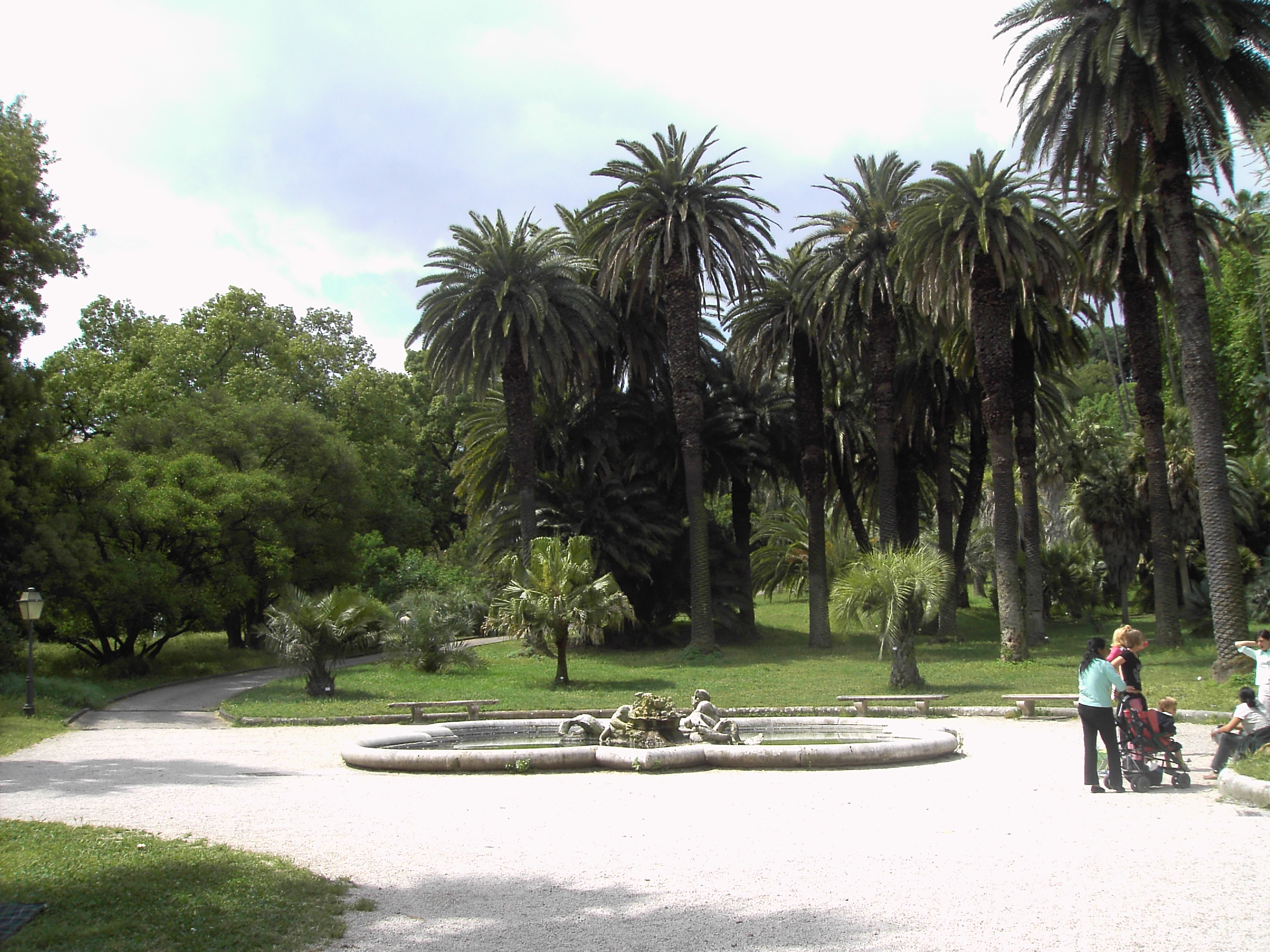
Verso il Gianicolo: Fontana dei Tritoni
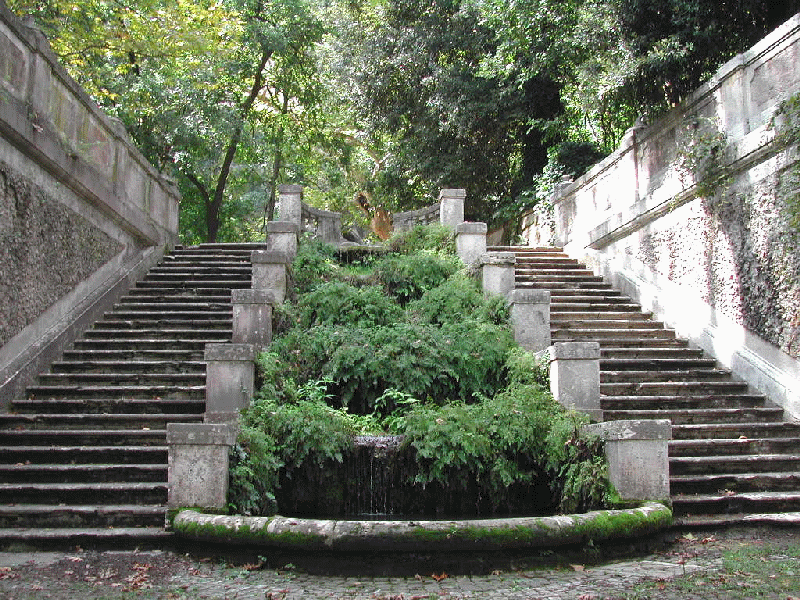
La scalinata del Fuga con la cascata